# Pierre Laviron
Pour les articles homonymes, voir Laviron (homonymie).
Pierre Laviron, né en 1650 à Anvers, et mort le 7 novembre 1685 à Paris, est un sculpteur français.

## Biographie
Fils des Français Dominique Laviron et Marie Conuty, Pierre Laviron naît à Anvers, où il est baptisé le 13 novembre 1650 à l'église Saint-Georges. Les Liggeren de la guilde de Saint-Luc d'Anvers mentionnent Pierre Laviron, sous le nom flamandisé de « Peeter Lavrom », en tant qu'apprenti chez le sculpteur Gaspard (ou Jaspar) Couplet en 1662-1663.
Laviron poursuit sa formation à Paris, à l'Académie royale de peinture et de sculpture, où il remporte le premier prix de Rome en 1676 et 1678. Le 20 février 1678, il est ainsi proposé à la pension de Rome, et reçoit 200 livres le 16 avril afin de pouvoir se rendre à l'Académie de France à Rome. Après son retour en France, il est agréé à l'Académie le 31 mars 1683.
Entre 1682 et 1686, son nom est mentionné à plusieurs reprises dans les Comptes des bâtiments du Roi : il fait en effet partie des artistes employés au service de Louis XIV sur les chantiers des châteaux royaux de Versailles et de Marly.
Selon le dictionnaire de Bellier de La Chavignerie et Auvray, Laviron serait mort à Paris le 7 novembre 1685. L'année suivante, les Comptes des bâtiments du Roi enregistrent effectivement un paiement à Pierre Le Gros l'aîné pour l'achèvement du modèle en terre cuite d'un groupe commencé par « feu Laviron, autre sculpteur ».
Cependant, Laviron serait mort plus tard selon Edmond Marchal, qui cite une requête de la guilde de Saint-Luc d'Anvers à Maximilien-Emmanuel de Bavière, datée du 21 février 1693, et dans laquelle Laviron est mentionné parmi d'autres condisciples de la guilde employés à l'étranger. Cette mention pourrait toutefois être posthume.

## Œuvres documentées
- 1676 : Adam et Ève chassés du paradis terrestre, premier prix de Rome[2].
- 1678 : Punition d'Adam et Ève, bas-relief, premier prix de Rome[2].
- 1682-1683 : deux vases et plusieurs modèles de groupes, en collaboration avec Corneille Van Clève) pour le pourtour du bassin du Dragon dans le jardin de Versailles[6].
- 1683 : groupe des Attributs des plaisirs pour le château de Marly[7].
- 1684-1685 : Ganymède, groupe en marbre d'après l'antique, pour Versailles[8].
- 1684 : un groupe pour Marly[9].
- 1685 : un modèle de groupe d'enfants, achevé après sa mort par Pierre Le Gros l'aîné[5], et un terme en marbre représentant un Philosophe pour le petit parc de Versailles[10].
- 1685 : deux vases pour la colonnade de Versailles[10].
- (s.d.) : L'Automne, statue décorative, allégorie de la nature et des saisons, présente au musée du Louvre[11].
- (s.d.) : L’Été, statue décorative, allégorie de la nature et des saisons, présente au musée du Louvre[12].

## Galerie

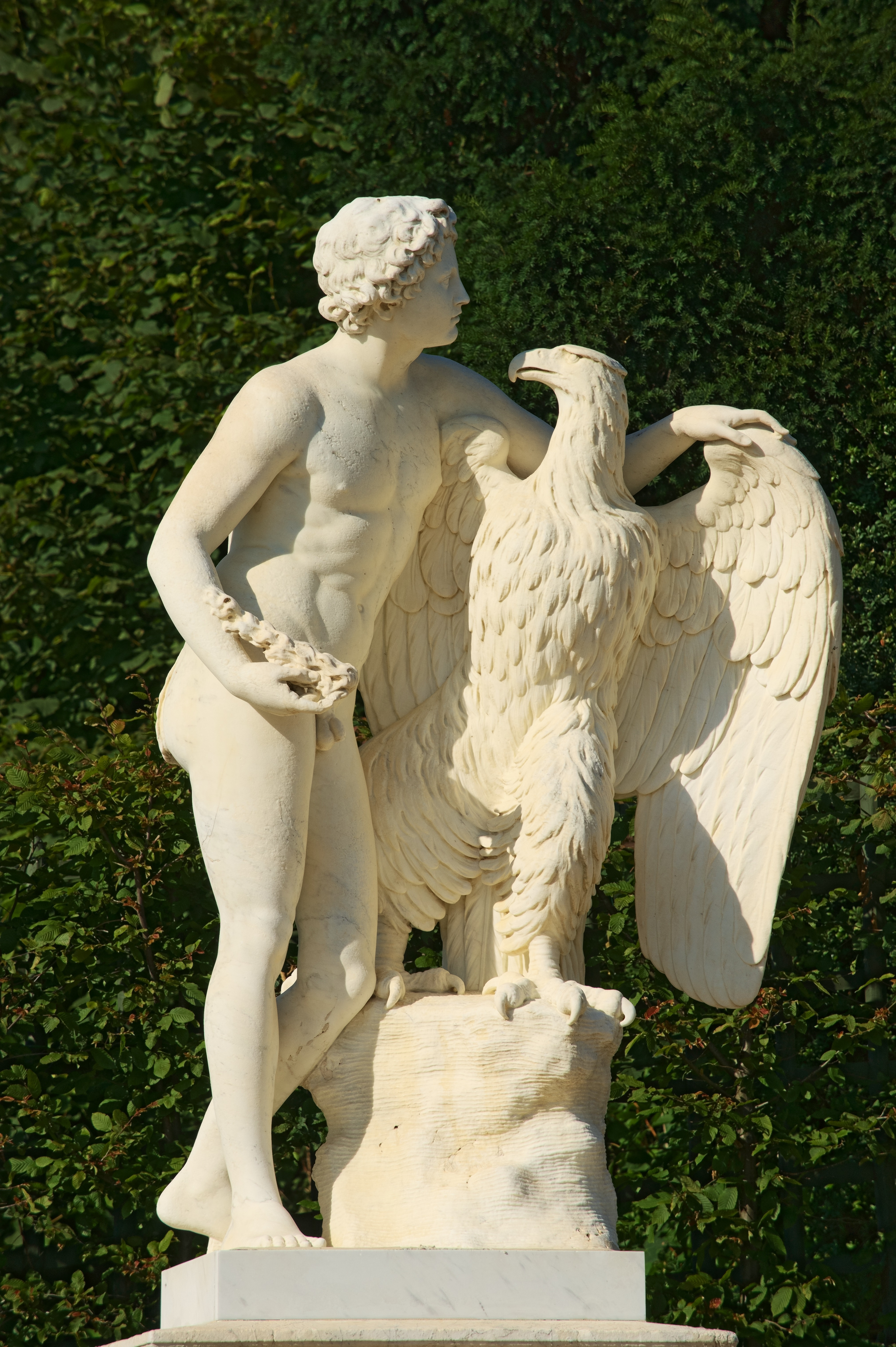
Ganymède (1684), groupe en marbre, rampe nord du parterre de Latone au jardin de Versailles.
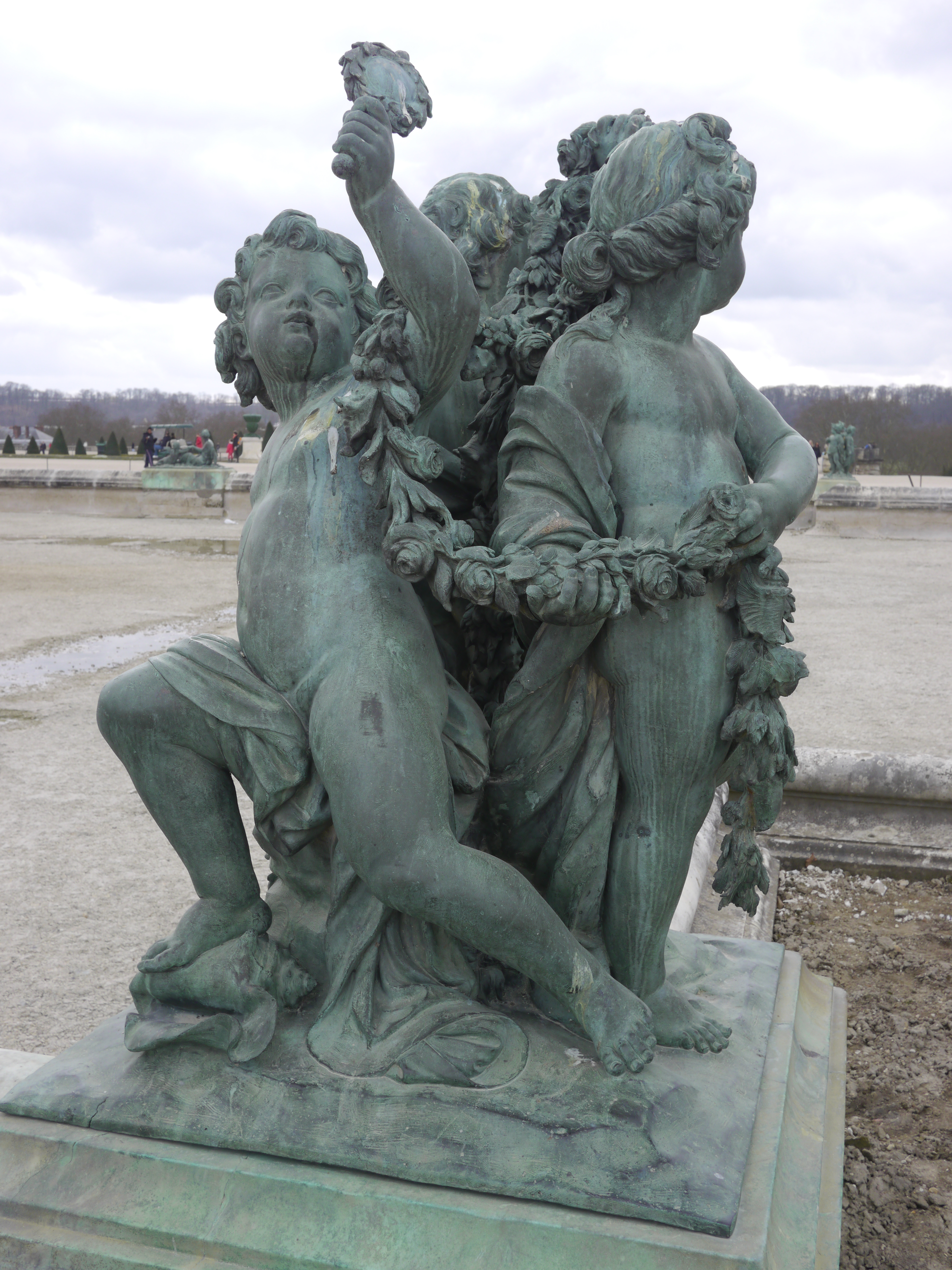
Groupe d'enfants en bronze commencé par Laviron et achevé par Le Gros (1685), parterre d'Eau du jardin de Versailles.
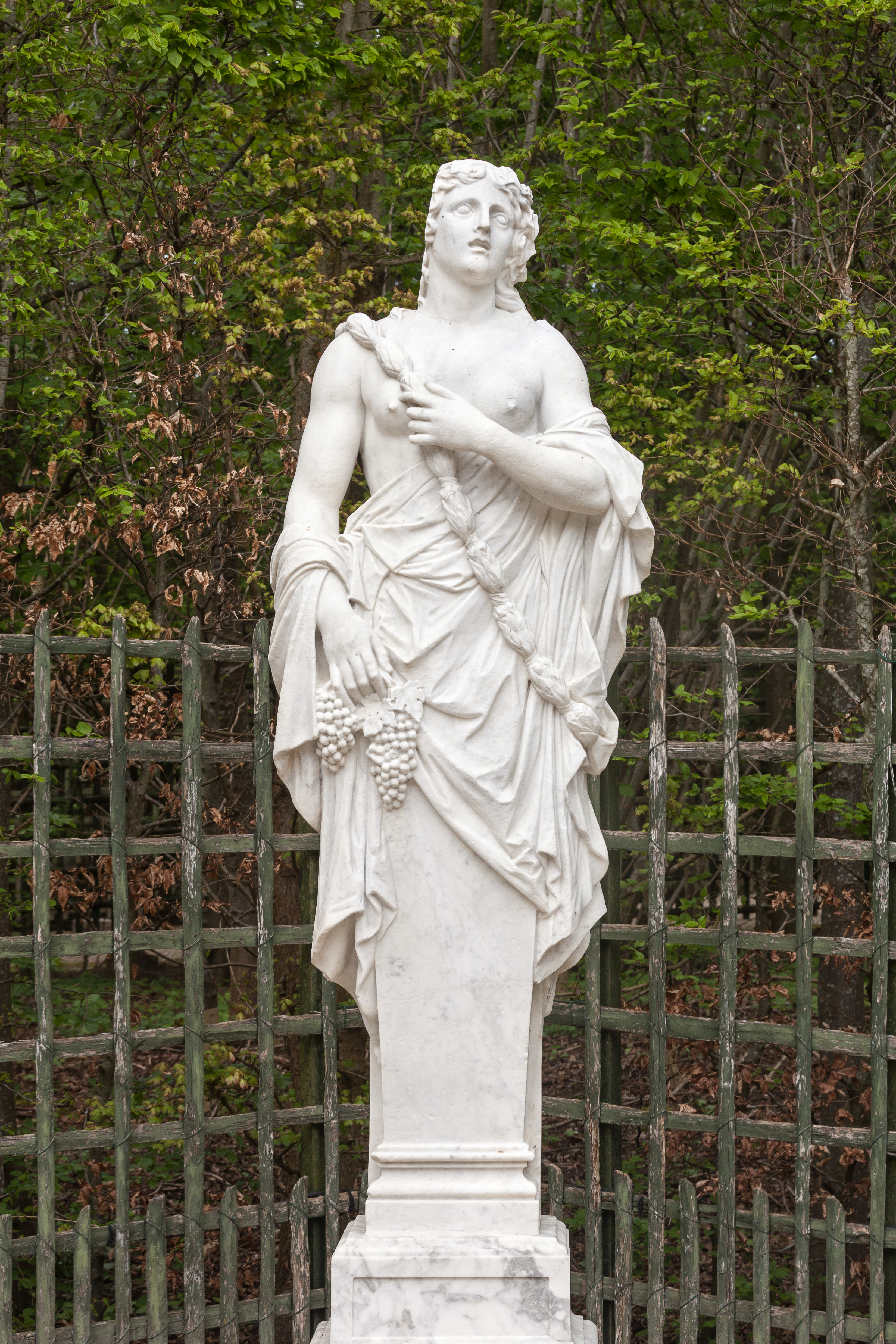
Bacchante ou Pomone, marbre, jardin de Versailles.
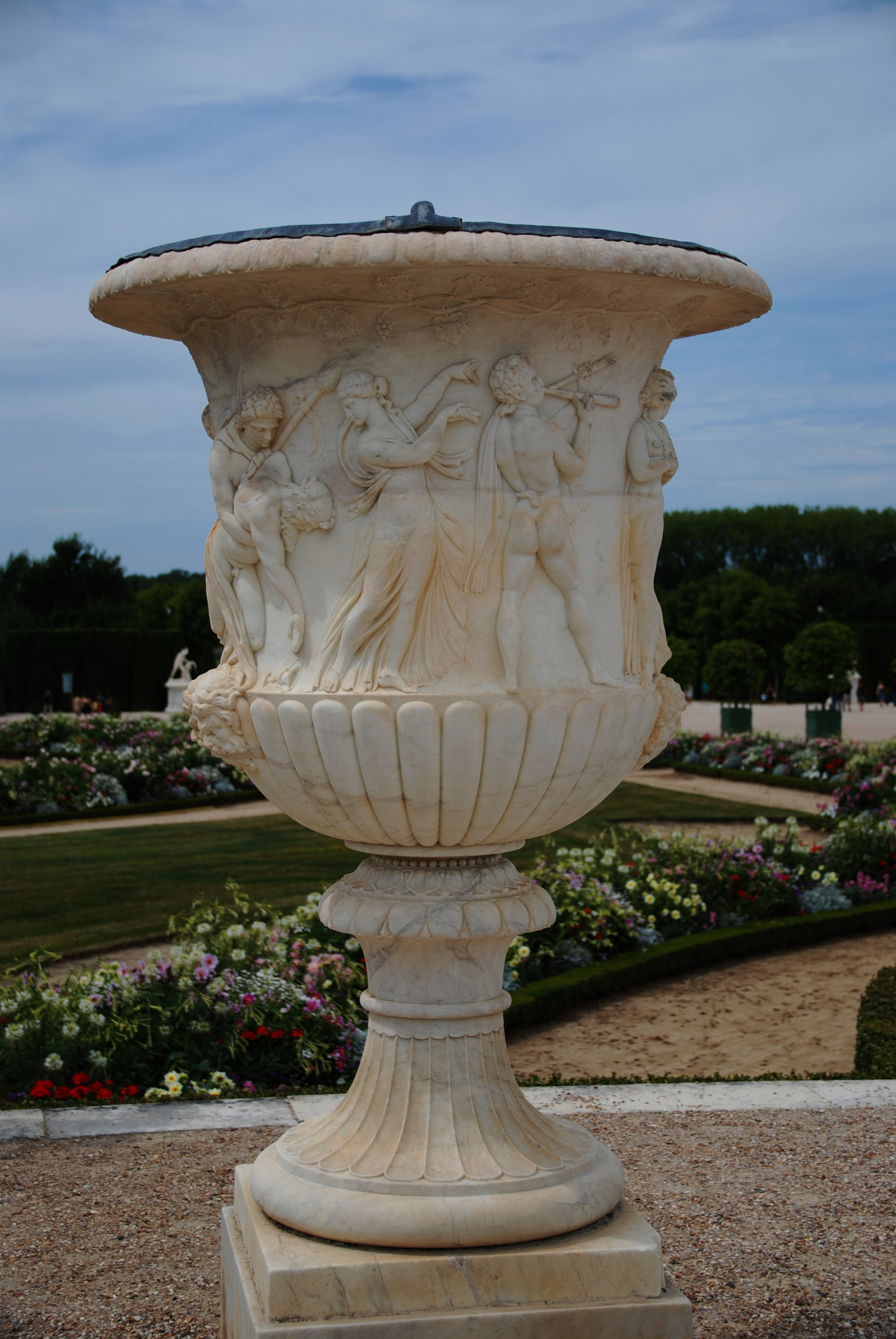
Vase Borghèse, Parc de Versailles.